# Viktor Tsibulenko
Viktor Tsibulenko (Unión Soviética, 13 de julio de 1930-19 de octubre de 2013) fue un atleta soviético, especializado en la prueba de lanzamiento de jabalina en la que llegó a ser campeón olímpico en 1960.

## Carrera deportiva
En los JJ. OO. de Melbourne 1956 ganó la medalla de bronce en el lanzamiento de jabalina, llegando hasta los 79.50 metros.
Cuatro años después, en los JJ. OO. de Roma 1960 ganó la medalla de oro en el lanzamiento de jabalina, con una marca de 86.64 metros, superando al alemán Walter Krüger y al húngaro Gergely Kulcsár (bronce con 78.57 metros).